# Casa Memorială „Anton Pann”
Casa Memorială „Anton Pann” este un muzeu județean din Râmnicu Vâlcea, amplasat în Str. Știrbei Vodă nr. 18. Casa care adăpostește expoziția memorială Anton Pann, este un monument de arhitectură urbană, construit la jumătatea secolului al XVIII-lea, având foișor și pivniță. Expoziția a încercat să puncteze peregrinările pe meleagurile Vâlcei, datând din anii 1826 - 1828 și 1836- 1840, ale celui ce a rămas în conștiința urmașilor drept "fiul Pepelei cel isteț ca un proverb" și care a fost dascăl de musichie la școala organizată pe lângă Episcopia Râmnicului. Anton Pann (n. 1794, Sliven, Bulgaria - d. 1854, Bucureștis-a refugiat în 1812 în București, iar în 1827 a fost numit profesor de muzică bisericească la Seminarul din Râmnicu Vâlcea.  Casa-muzeu a fost translatată în 1982 pe o distanță de 37 m de pe amplasamentul ei inițial, odată cu modernizarea și reamenajarea teritorială. Expoziția a fost amenajată pentru a ilustra interiorul unei modeste locuințe de târg de la mijlocul secolului al XIX-lea, aici fiind prezentate piese de mobilier (divan, bibliotecă, masă, scaune), obiecte decorative din cositor, alamă, alpaca și portrete ale unor personalități din epocă printre care cel al maicii Meletina, stareța Mănăstirii Dintr-un Lemn și tipograful Ion Popovici, care au avut legături cu viața și opera scriitorului. În a doua încăpere a expoziției este prezentat un interior în care se află mobilier pictat, specific zonei transilvănene, evidențiind legătura pe care Anton Pann a avut-o cu acest colț de țară. În ultima încăpere a muzeului sunt prezentate lucrări muzicale, culegeri de folclor, poezii și povestiri ale lui Anton Pann. (Noul Erotocrit, Sibiu, 1837; Fabule și istorioare, București, 1841; Povestea Vorbei, București, 1847; Nastratin Hogea, București, 1853 etc.), mărturii de valoare din activitatea sa tipografică și literară.
Clădirea muzeului este declarată monument istoric, având codul VL-II-m-B-09626. 